# Antécume-Pata
Antécum-Pata, également orthographié Antecume-Pata, est un village guyanais d'Amérindiens wayanas d'environ 400 personnes, fondé à l'initiative d'André Cognat, ouvrier lyonnais venu de France métropolitaine, intégré dans la communauté wayana depuis 1961 où il a épousé Alasawani et a eu deux enfants.
Le village est situé sur une île à trois heures de pirogue au sud de Maripasoula sur le Haut-Maroni, au sud ouest de la Guyane près de la frontière avec le Suriname.

## Histoire

### XXesiècle

#### Années 1960
Fondé par André Cognat, Antecume-Pata a pour but de sauvegarder la langue des Wayanas et leur culture face à l'occidentalisation et l'acculturation.

#### Droit international
- Peuple autochtone, Droit des peuples autochtones (Déclaration des droits des peuples autochtones)